# Fulton megye (Kentucky)
Fulton megye az Amerikai Egyesült Államokban, azon belül Kentucky államban található. Megyeszékhelye Hickman, legnagyobb városa Fulton. Lakosainak száma 6515 fő (2020. április 1.). Fulton megye Lake, Mississippi, Hickman, Obion és New Madrid megyékkel határos.

## Népesség
A megye népességének változása:
| Lakosok száma | 6825 | 6719 | 6528 | 6385 | 6238 | 6515 |
|               | 2010 | 2011 | 2012 | 2013 | 2015 | 2020 |